# Schab den Rüssel

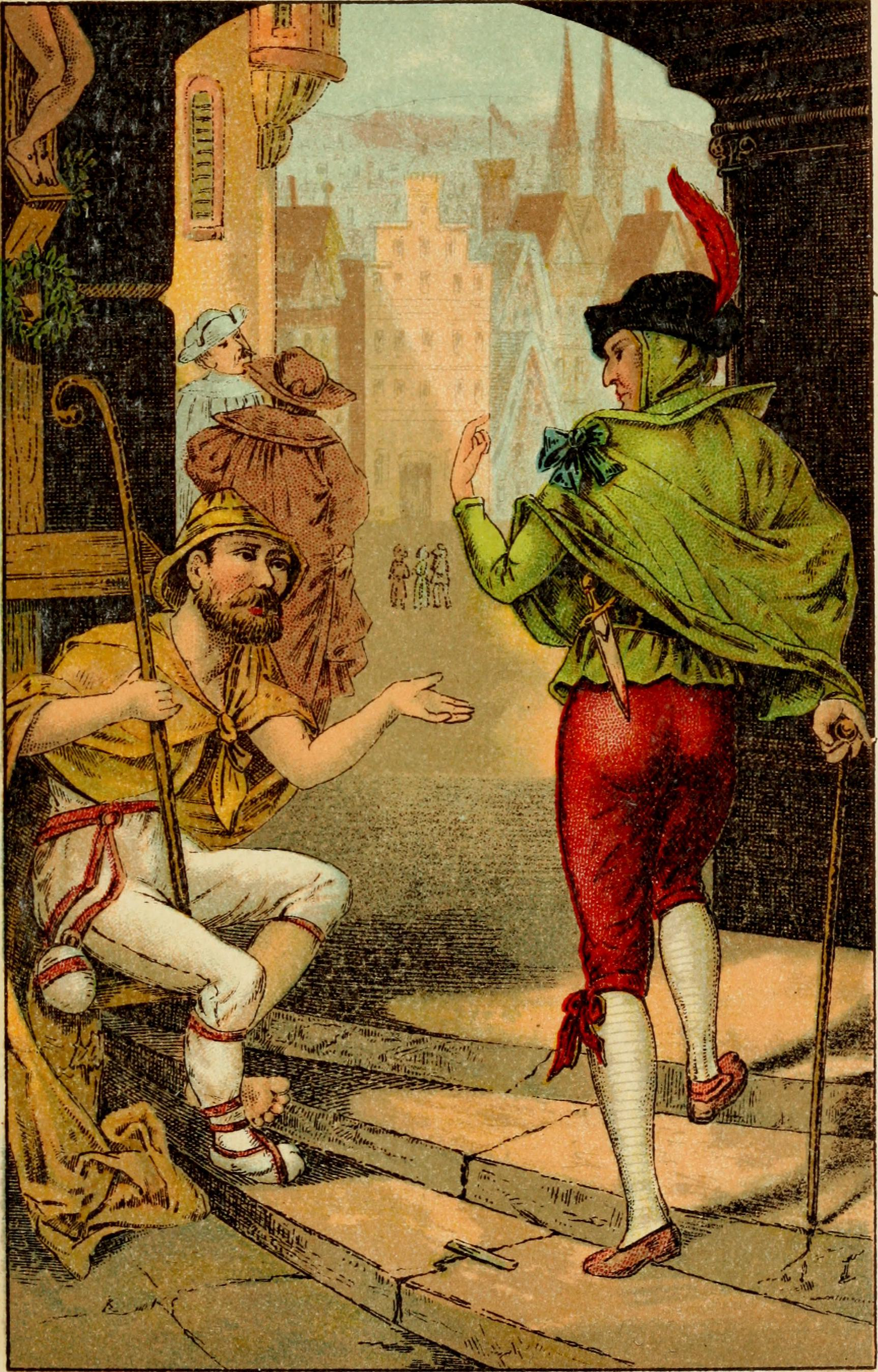
Illustration, 1890

Schab den Rüssel ist ein Märchen (AaTh 361). Es steht in Ludwig Bechsteins Neues deutsches Märchenbuch an Stelle 29.

## Inhalt
Ein Bettler geht trotz großer Menschenmenge leer aus, da will er den Teufel anbetteln. Der kommt im Jägerkleid, schließt einen Pakt mit ihm und gibt ihm eine Raspel. Damit schabt er sich immer morgens den Mund und sagt „Schab den Rüssel“, wobei Goldstücke herausfallen. Davon wird er ganz wund und geht ständig bandagiert. Verspottet ihn einer, so fährt die Raspel, „Schab den Rüssel“, über dessen Mund. Die Leute meinen bald, er habe einen Goldmund, von dem er abschabt, so reich ist er. Er baut ein Haus, über dem Eingang steht „Zum Schab den Rüssel“. Nach sieben Jahren kommt der Teufel und will ihn holen, dem Pakt gemäß, doch er raspelt ihm auf dem Mund herum, bis er den Pakt hergibt.

## Herkunft

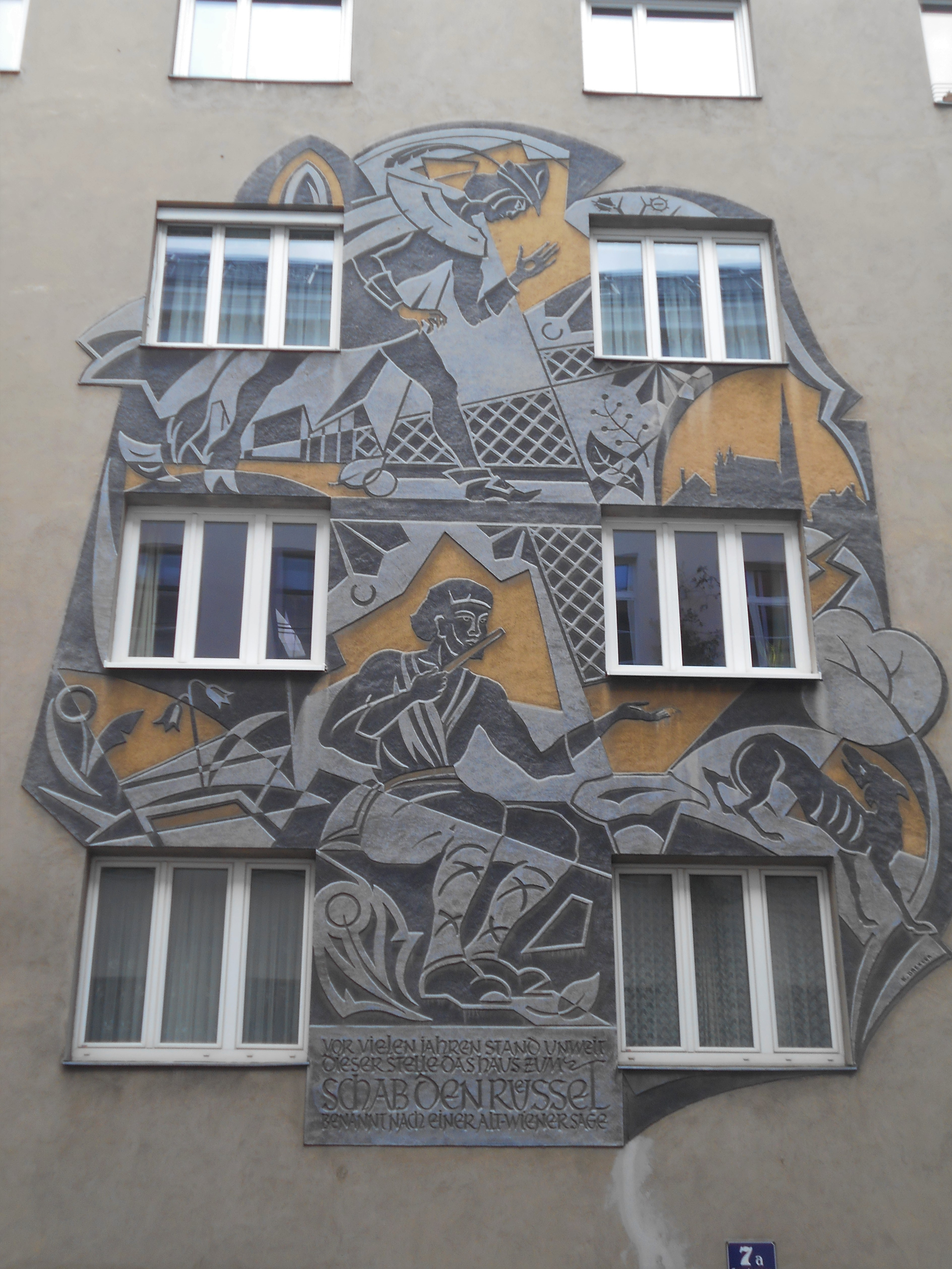
Sgraffito im Innenhof des Hauses Czerningasse 7a in Wien

Bechstein merkt an zu Schab den Rüssel: „Der Name eines Hauses in Wien, daher dort volksmündlich; Andeutungen des märchenhaften Elementes in: Emil: Romantisch-historische Skizzen aus Österreichs Vorwelt, Wien, 1837, aber dort äußerst dürftig, matt und ohne Spitze.“ Laut Hans-Jörg Uther ist die Quelle nicht zu ermitteln. Der Erzähler führt das Wort „schäbig“ für einen geizigen Reichen auf die Geschichte zurück.
Der Teufel im Jägerkostüm scheint beeinflusst von Grimms Märchen Der Bärenhäuter, das Bechstein auch als Rupert, der Bärenhäuter in Deutsches Märchenbuch übernahm. Die Raspel wirkt dazu eher deplatziert. Ein Zechbruder meint, er müsse „des Teufels Großmutter geküßt haben“, wie im Titel von Grimms Märchen Der Teufel und seine Großmutter. Die rote Feder stammt vielleicht aus Der Grabhügel, der „Ungarwein“ aus Der arme Junge im Grab.